# Juanita Moore
Juanita Moore (* 19. Oktober 1914 in Greenwood, Mississippi; † 1. Januar 2014 in Los Angeles, Kalifornien) war eine US-amerikanische Schauspielerin.

## Leben
Die Afroamerikanerin wurde wahrscheinlich 1914, nach einigen Quellen aber auch 1922 geboren, wuchs in ihrer Geburtsstadt Los Angeles auf und besuchte die Jefferson High School. Auf Anraten eines Lehrers und inspiriert von der bekannten afroamerikanischen Schauspieltruppe Lafayette Players schlug sie eine Schauspielausbildung ein. Moore besuchte zusammen mit dem jungen Marlon Brando das Actor’s Lab in Hollywood und arbeitete später mit dem Ebony Showcase Theater zusammen.
Ihre Schauspielkarriere begann Moore Ende der 1940er Jahre mit einer Statistenrolle in Elia Kazans oscarnominiertem Drama Pinky (1949) mit Jeanne Crain in der Titelrolle einer hellhäutigen Afroamerikanerin. Weitere Filmrollen folgten, als zu Anfang der 1950er Jahre die großen Studioproduktionen Hollywoods sich auch für afroamerikanische Schauspieler empfänglich zeigten. Häufig war Moore auf Statisten- oder stereotype Rollen wie etwa als Dienstmädchen festgelegt. Diese spielte sie in Filmen wie Fluß der Rache (1954), Michael Curtiz’ Ein Leben im Rausch (1957) oder dem Liebesdrama Bomber B-52 (beide 1957), in denen Ann Blyth, Karl Malden, Paul Newman oder Natalie Wood die Hauptrollen spielten.
Den Durchbruch als Schauspielerin ebnete Moore Filmregisseur Douglas Sirk, der ihr 1959 unter anderem gegenüber Pearl Bailey den Vorzug für sein Melodram Solange es Menschen gibt gab. In der Wiederverfilmung des Fannie-Hurst-Romans Imitation of Life sind Moore und Lana Turner als alleinerziehende Mütter zu sehen. Während Turner eine aufstrebende Schauspielerin mimt, die sich durch ihre Karriere von der Tochter entfremdet, schlüpfte Moore in die Rolle eines farbigen Hausmädchens, deren Tochter (gespielt von Susan Kohner) sich lieber als Weiße ausgeben möchte. Obwohl Solange es Menschen gibt ein großer finanzieller Erfolg war, fiel der Film bei der Kritik überwiegend durch. Nur die Schauspielleistungen von Kohner und Moore fanden Anklang. Der Part der Annie Johnson brachte der afroamerikanischen Schauspielerin 1960 eine Oscar- und eine Golden-Globe-Nominierung ein; in der Kategorie Beste Nebendarstellerin hatte sie aber gegenüber Shelley Winters (Das Tagebuch der Anne Frank) beziehungsweise Susan Kohner jeweils das Nachsehen. Sie war nach der siegreichen Hattie McDaniel sowie Ethel Waters und Dorothy Dandridge erst die vierte afroamerikanische Schauspielerin, die eine Oscarnominierung erhalten hatte.
Trotz des Erfolges blieben ihr ähnlich groß angelegte Filmrollen verwehrt. Nach den Dreharbeiten von Solange es Menschen gibt folgte Moore einem Theaterengagement im Londoner West End, wo sie die Rolle der matriarchalischen Lena Younger in Lorraine Hansberrys A Raisin in the Sun interpretierte. Bis 1988 sollten über 30 weitere Film- und Fernsehrollen folgen. Parallel dazu gab sie Schauspielunterricht für einkommensschwache Studenten am Ebony Showcase Theater in ihrer Heimatstadt.
Im Frühjahr 2000 wurde Moore nach über zwölf Jahren Leinwandabstinenz für den Film wiederentdeckt, als sie ihren Enkel zu einem Vorsprechen begleitete. Sie übernahm Rollen in Jon Turteltaubs Komödie The Kid – Image ist alles und hatte einmalige Gastauftritte in den Fernsehserien Emergency Room – Die Notaufnahme und Für alle Fälle Amy.
Juanita Moore starb am Neujahrstag 2014 im Alter von 99 Jahren eines natürlichen Todes.

## Filmografie (Auswahl)
- 1949: Pinky
- 1952: Affäre in Trinidad (Affair in Trinidad)
- 1952: Mädels ahoi (Skirts Ahoy!)
- 1952: Schwarze Trommeln (Lydia Bailey)
- 1952: Im Banne des Teufels (The Iron Mistress)
- 1953: Geheimkommando Afrika (The Royal African Rifles)
- 1954: Fluß der Rache (The Gambler from Natchez)
- 1954: Zeugin des Mordes (Witness to Murder)
- 1955: … und nicht als ein Fremder (Not as a Stranger)
- 1955: Ehe in Fesseln (Queen Bee)
- 1955: Revolte im Frauenzuchthaus (Women’s Prison)
- 1956: Das schwache Geschlecht (The Opposite Sex)
- 1956: Menschenraub (Ransom!)
- 1956: The Girl Can’t Help It
- 1957: Bomber B-52
- 1957: Ein Leben im Rausch (The Helen Morgan Story)
- 1957: Flammen über Afrika (Something of Value)
- 1957: Weint um die Verdammten (Band of Angels)
- 1959: Solange es Menschen gibt (Imitation of Life)
- 1962: Auf glühendem Pflaster (Walk on the Wild Side)
- 1963: Papa’s Delicate Condition
- 1966: Dominique – Die singende Nonne (The Singing Nun)
- 1968: Black Power
- 1971: Zwei Galgenvögel (Skin Game)
- 1973: Straßen zur Hölle (The Mack)
- 1981: Ich brauche einen Erben (Paternity)
- 1982: Spuk im Ehebett (O’Hara’s Wife)
- 1988: Fesseln der Leidenschaft (Two Moon Junction)
- 2000: The Kid – Image ist alles (The Kid)

## Auszeichnungen
- 1959: 2. Platz bei den Laurel Awards für Solange es Menschen gibt (Beste Nebendarstellerin)
- 1960: Golden-Globe-Nominierung für Solange es Menschen gibt (Beste Nebendarstellerin)
- 1960: Oscar-Nominierung für Solange es Menschen gibt (Beste Nebendarstellerin)